# Jean-Claude Larrieu
Pour les articles homonymes, voir Larrieu.
Ne pas confondre avec le directeur de la photographie Jean-Claude Larrieu.
Jean-Claude Larrieu, né le 23 septembre 1946 à Bayonne, est un footballeur français évoluant au poste de gardien de but.

## Biographie
Après des débuts à l'Aviron bayonnais, il rejoint l'AS Cannes pour la saison de D2 1974-1975.
Il y reste jusqu'en 1980, jouant souvent les premiers rôles dans leur poule sans jamais parvenir à décrocher la promotion en D1.
Il perd sa place de titulaire sur sa dernière saison au profit du jeune Michel Dussuyer.

### Sélection nationale
Il participe aux Jeux olympiques de 1976 et intègre une équipe composée entre autres de Patrick Battiston, Michel Platini et Jean Fernandez. Les sélections olympiques étaient à l'époque composées par des joueurs non-professionnels, ce qui lui permet de prendre part à la compétition où il officie en tant que gardien titulaire durant les quatre rencontres.
Bien que première de son groupe durant les phases de groupes, la sélection se fait éliminer en quarts de finale sur un cinglant 4 buts à 0 infligé par les futurs vainqueurs, l'équipe est-allemande.